# Megalothorax
Megalothorax je rod chvostoskoka, který je nejpočetnější z podřádu zrněnek.
Druhy tohoto rodu se nalézají ve známých, ale i méně pravděpodobných místech. Například druh M. sanctistephani byl objeven v katakombách katedrály svatého Štěpána ve Vídni.

## Taxonomie
rod: Megalothorax Willem, 1900
- Megalothorax aquaticus Stach, 1951
- Megalothorax australis Delamare Deboutteville, C et Massoud, Z in Delamare Deboutteville, C et Rapaport, E, 1963
- Megalothorax boneti Stach, J, 1960
- Megalothorax carpaticus Vladimír Papáč, Ľubomír Kováč, 2013
- Megalothorax gabonensis Massoud & Vannier, 1965
- Megalothorax hipmani Vladimír Papáč, Ľubomír Kováč, 2013
- Megalothorax incertoides Mills, HB, 1934
- Megalothorax incertus Börner, 1903
- Megalothorax interruptus Hüther, 1967
- Megalothorax laevis Denis, 1948
- Megalothorax massoudi Deharveng, 1978
- Megalothorax minimus Willem, 1900
- Megalothorax piloli Christiansen, K et Bellinger, P, 1992
- Megalothorax poki Christiansen, K et Bellinger, P, 1992
- Megalothorax rapoporti Salmon, 1964
- Megalothorax rubidus Salmon, 1946
- Megalothorax sanctistephani Christian, E, 1998
- Megalothorax spinotricosus Palacios-Vargas, JG et Sánchez, A, 1999
- Megalothorax subtristani Delamare Deboutteville, 1950
- Megalothorax tatrensis Vladimír Papáč, Ľubomír Kováč, 2013
- Megalothorax tonoius Palacios-Vargas, JG et Sánchez, A, 1999
- Megalothorax tristani Denis, 1933
- Megalothorax tuberculatus Deharveng & Beruete, 1993